# Фратер, Виктория
Виктория Фратер (венг. Fráter Viktória; Пустой шаблон {{ВД-Преамбула}} ) — венгерская художественная гимнастка. Участница летних Олимпийских игр 1992, 1996 и 2000 годов.

## Биография
Виктория Фратер родилась 30 августа 1977 года в венгерском городе Будапешт.
Выступала в соревнованиях по художественной гимнастике за будапештский ОСК.
В 1992 году вошла в состав сборной Венгрии на летних Олимпийских играх в Барселоне. В личном многоборье заняла в квалификации 24-е место, набрав 36,100 балла и уступив 0,250 балла худшей из попавших в финал Кристиане Клумпп из Германии.
В 1996 году вошла в состав сборной Венгрии на летних Олимпийских играх в Атланте. В личном многоборье заняла в квалификации 23-е место, набрав 36,931 балла и уступив 0,168 балла попавшей в полуфинал с 20-го места Кате Пьетросанти из Италии.
В 2000 году вошла в состав сборной Венгрии на летних Олимпийских играх в Сиднее. В личном многоборье заняла в квалификации 20-е место, набрав 38,161 балла и уступив 0,672 балла попавшей в финал с 10-го места Нтоне Эвморфии из Греции.